# اورسیه
اورسیه (به فرانسوی: Urciers) یک کمون در فرانسه است که در اندر واقع شده‌است. اورسیه ۱۹٫۰۲ کیلومتر مربع مساحت و ۲۶۷ نفر جمعیت دارد و ۲۸۰ متر بالاتر از سطح دریا واقع شده‌است.